# Franz Bracht

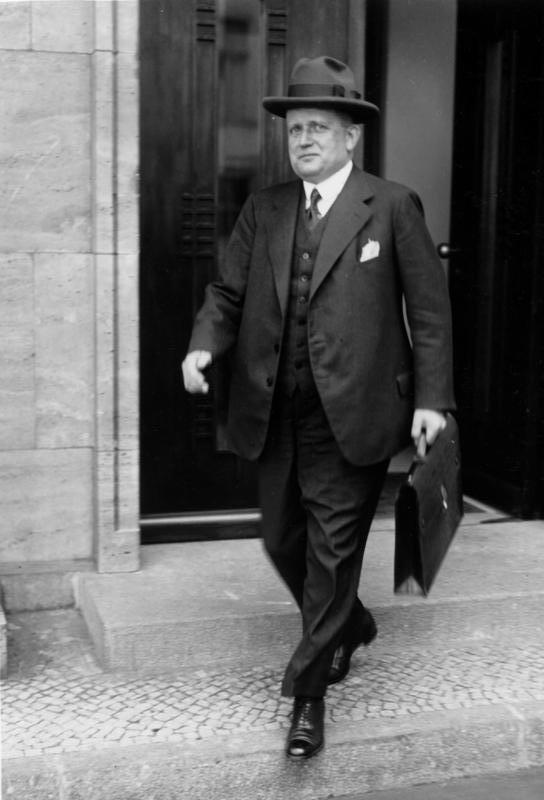
Franz Bracht (1932)

Clemens Emil Franz Bracht (* 23. November 1877 in Berlin; † 26. September 1933 ebenda) war ein deutscher Jurist und Politiker. Er war an verschiedenen Gerichten sowie in der Reichskanzlei tätig und danach von 1924 bis 1932 Oberbürgermeister von Essen. In dieser Tätigkeit wurde er infolge des Preußenschlags ab Juli 1932 von Reichskanzler Franz von Papen zum Reichskommissar für das Preußische Ministerium des Innern sowie zum stellvertretenden Reichskommissar für Preußen ernannt, wodurch er bis Januar 1933 faktisch die preußische Regierung an Papens Stelle leitete. Unter Reichskanzler Kurt von Schleicher war er außerdem von Dezember 1932 bis Januar 1933 Reichsminister des Innern.

## Leben
Franz Bracht war Sohn des Arztes Carl Bracht. Nach dem Abitur 1894 begann er an der Julius-Maximilians-Universität Würzburg Rechtswissenschaft und Staatswissenschaften zu studieren. 1897 wurde er im Corps Rhenania Würzburg recipiert. Er wechselte an die Friedrich-Wilhelms-Universität zu Berlin und legte 1900 das erste juristische Staatsexamen ab. Das  Rechtsreferendariat absolvierte er in Berlin. Er bestand 1904 das zweite juristische Staatsexamen. Assessor war er bei der Staatsanwaltschaft in Köslin, beim Landgericht Essen und beim Oberlandesgericht Hamm. 1909 wurde er Staatsanwalt in Essen. Später wechselte er zum Oberlandesgericht Hamm.

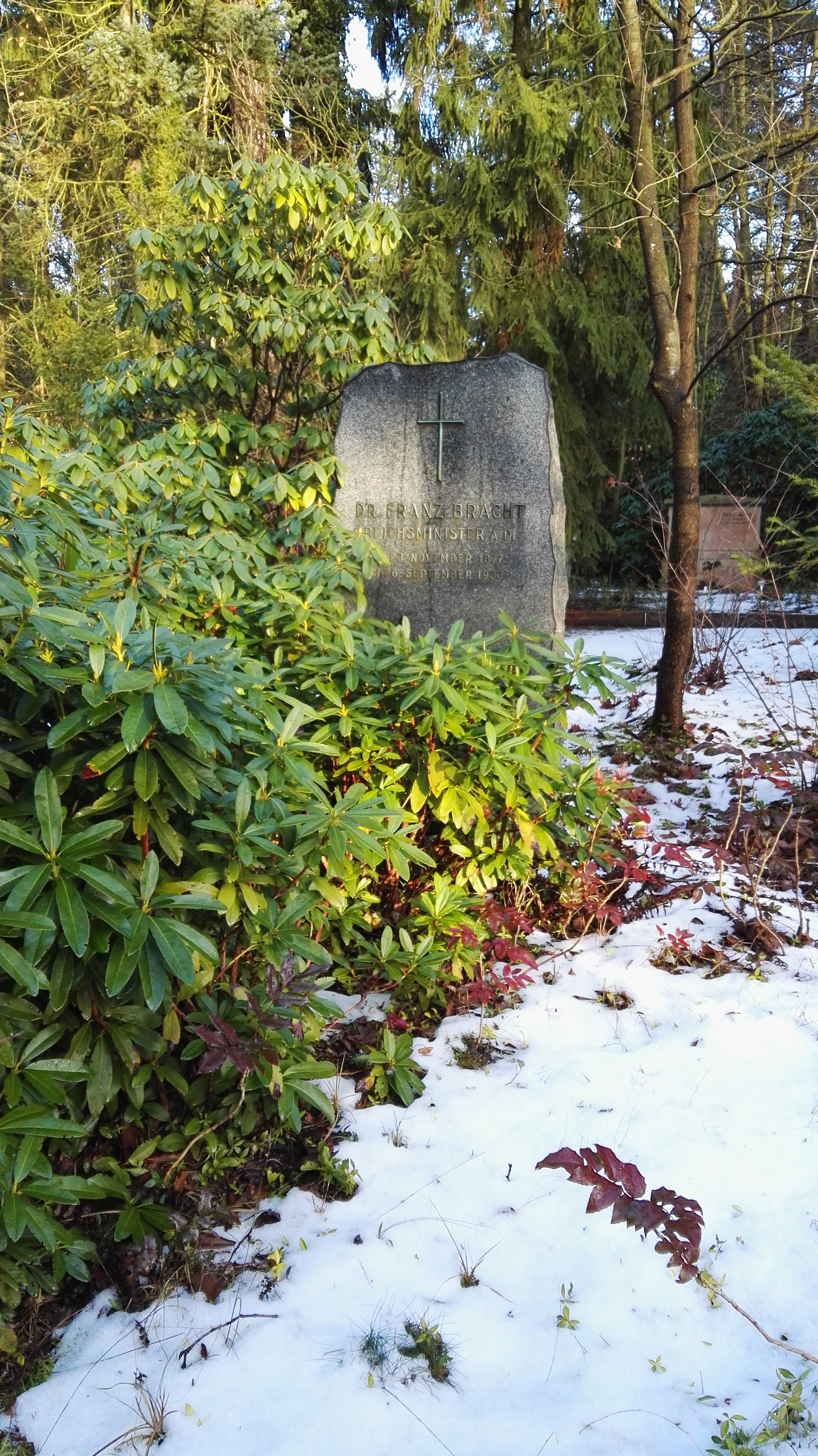
Grabstätte

Bracht war seit 1908 als Mitarbeiter beim Reichsversicherungsamt (RVA) in Berlin tätig und wurde dort 1911 zum Regierungsrat befördert. Daneben wirkte er von 1916 bis 1918 als Dozent für Verwaltungsrecht an der Landwirtschaftlichen Hochschule Berlin. Von 1918 bis 1923 war er als Vortragender Rat im Reichsministerium des Innern und als Ministerialdirektor im Ministerium für Volkswohlfahrt des Landes Preußen tätig. In der Spätphase der Weimarer Republik war er Mitglied in zahlreichen Vorständen und Aufsichtsräten von Unternehmen. 1930 wurde er zum Geheimen Regierungsrat befördert. Bracht starb 1933 an einer Herzkrankheit und wurde auf dem Südwestkirchhof Stahnsdorf in Berlin beerdigt.

## Partei
Bracht war zunächst Mitglied der Deutschen Zentrumspartei, verließ die Partei aber Anfang der 1930er Jahre und war dann parteilos.

## Öffentliche Ämter

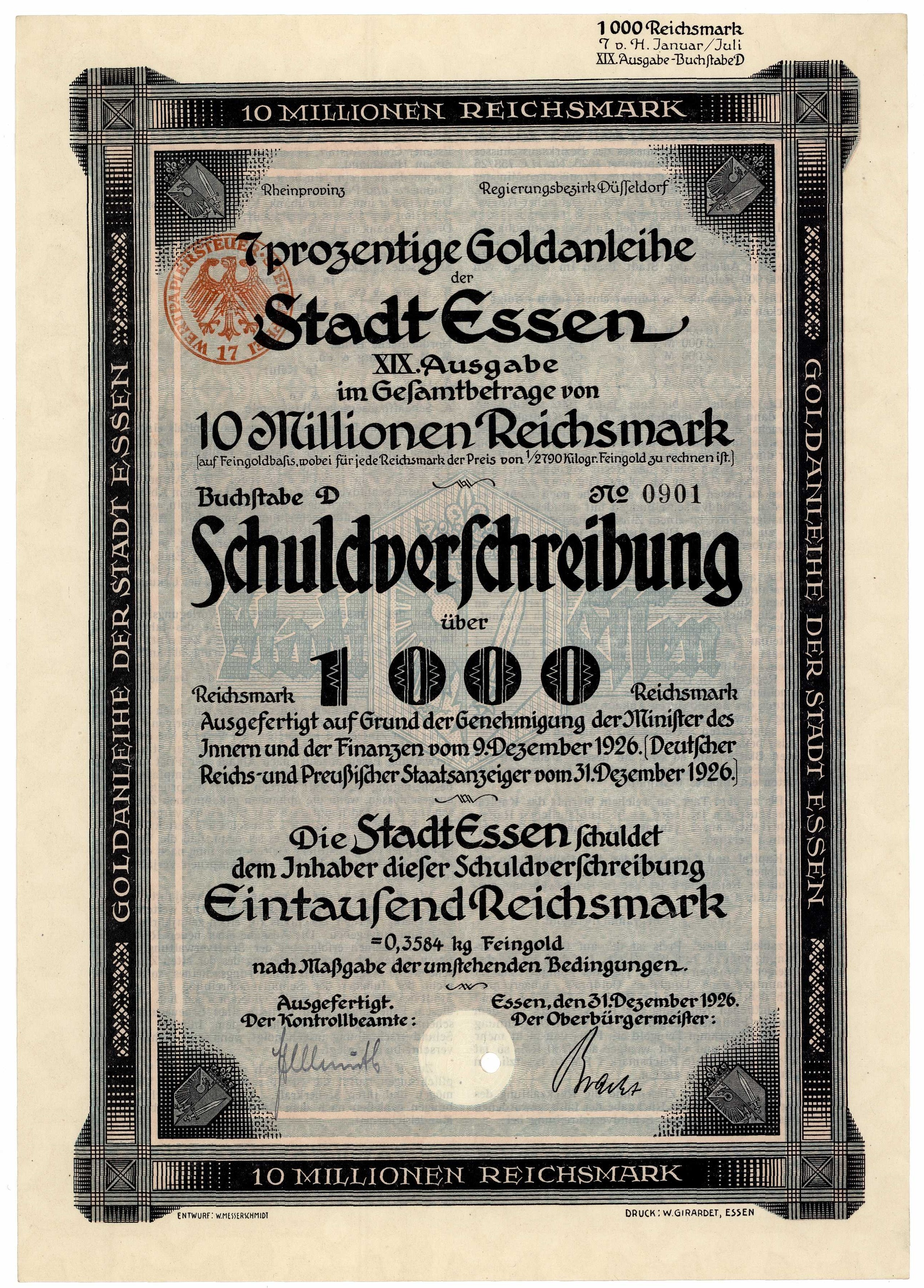
Goldanleihe über 1000 RM der Stadt Essen vom 31. Dezember 1926 mit Unterschrift von Oberbürgermeister Bracht

Bracht war 1923/1924 als Staatssekretär in der Reichskanzlei tätig und wurde am 18. Dezember 1924 zum Oberbürgermeister der Stadt Essen ernannt. Im Zuge des sogenannten „Preußenschlags“ am 27. Juli 1932 wurde Bracht zum stellvertretenden Reichskommissar für Preußen ernannt. Er war seit 21. Juli 1932 mit der Wahrnehmung der Geschäfte des Preußischen Ministers des Innern beauftragt. Am 31. Oktober 1932 legte er sein Oberbürgermeisteramt nieder.
Bracht wurde am 29. Oktober 1932 als Reichsminister ohne Geschäftsbereich in die von Reichskanzler Franz von Papen geführte Reichsregierung berufen. Am 3. Dezember 1932 wurde er in der von Reichskanzler Kurt von Schleicher geleiteten Reichsregierung zum Reichsinnenminister ernannt. Mit der Ernennung Adolf Hitlers zum Reichskanzler schied er am 30. Januar 1933 aus der Reichsregierung aus.

## Familie
Franz Brachts Großvater war der Recklinghäuser Bürgermeister Franz Bracht (1809–1853). Sein Urgroßvater war der Politiker und Abgeordnete Franz Anton Bracht (1773–1862).

## Ehrungen
- Ehrendoktor der Technischen Hochschule Aachen, 1930

## Erlasse
Bracht zeichnete für die letzte Polit-Posse der Weimarer Republik verantwortlich. Am 28. September 1932 erließ er die Polizeiverordnung zur Ergänzung der Badepolizeiverordnung vom 18. August 1932, den sogenannten „Zwickelerlass“.
Bereits zuvor hatte Bracht im August 1932 einen „Kreuzzug gegen die Unsittlichkeit“ gestartet und wollte gegen die „Nacktkultur“ vorgehen. Fortan waren alle Nacktdarstelluugen in Theatern, Revuen, Kabaretts usw. verboten. Frauen in „dürftigster Kleidung“ sollten keinen Anreiz mehr zum Besuch solcher Lokalitäten bieten. Damit wurden nicht nur Schönheitswettbewerbe, sondern de facto auch Auftritte von tätowierten Damen unmöglich. Der Erlass führte unter anderem aus:

„Deutsche Frauen, nur mit dem Badekostüm bekleidet, durch Preisgerichte oder vielhundertköpfiges Publikum auf ihre körperlichen Reize taxieren zu lassen, um sie dann als Schönheitsköniginnen zu prämieren, ist ein Zeichen kulturellen Niederganges. Derartige Dinge werden daher in Zukunft verhindert werden.“

Angeblich regte Bracht auch einen Erlass gegen die Prostitution an. Spöttisch wurde die Frage aufgeworfen, ob hierzu lediglich ein „Zwickel notverordnet“ werden müsse.